# باول ستيوارت ديفيز
باول ستيوارت ديفيز (بالإنجليزية: Paul Stuart Davies)‏ هو موسيقي بريطاني، ولد في 24 يونيو 1982 في مانشستر في المملكة المتحدة.